# القنب الهندي في منغوليا
القنب الهندي غير قانوني في منغوليا. في عام 2008, كان معظم القنب الذي تم ضبطه في منغوليا يزرع محليًا، على الرغم من أن بعضه تم إنتاجه في روسيا.

## التاريخ
ربما تم إدخال الحشيش إلى منغوليا بواسطة السكوثيون, وكان يستخدم تاريخيا للأغراض الطبية والشامانية.